# Lysimachia taliensis
Lysimachia taliensis är en viveväxtart som beskrevs av Bonati. Lysimachia taliensis ingår i släktet lysingar, och familjen viveväxter. Inga underarter finns listade i Catalogue of Life.